# Richard Mutt

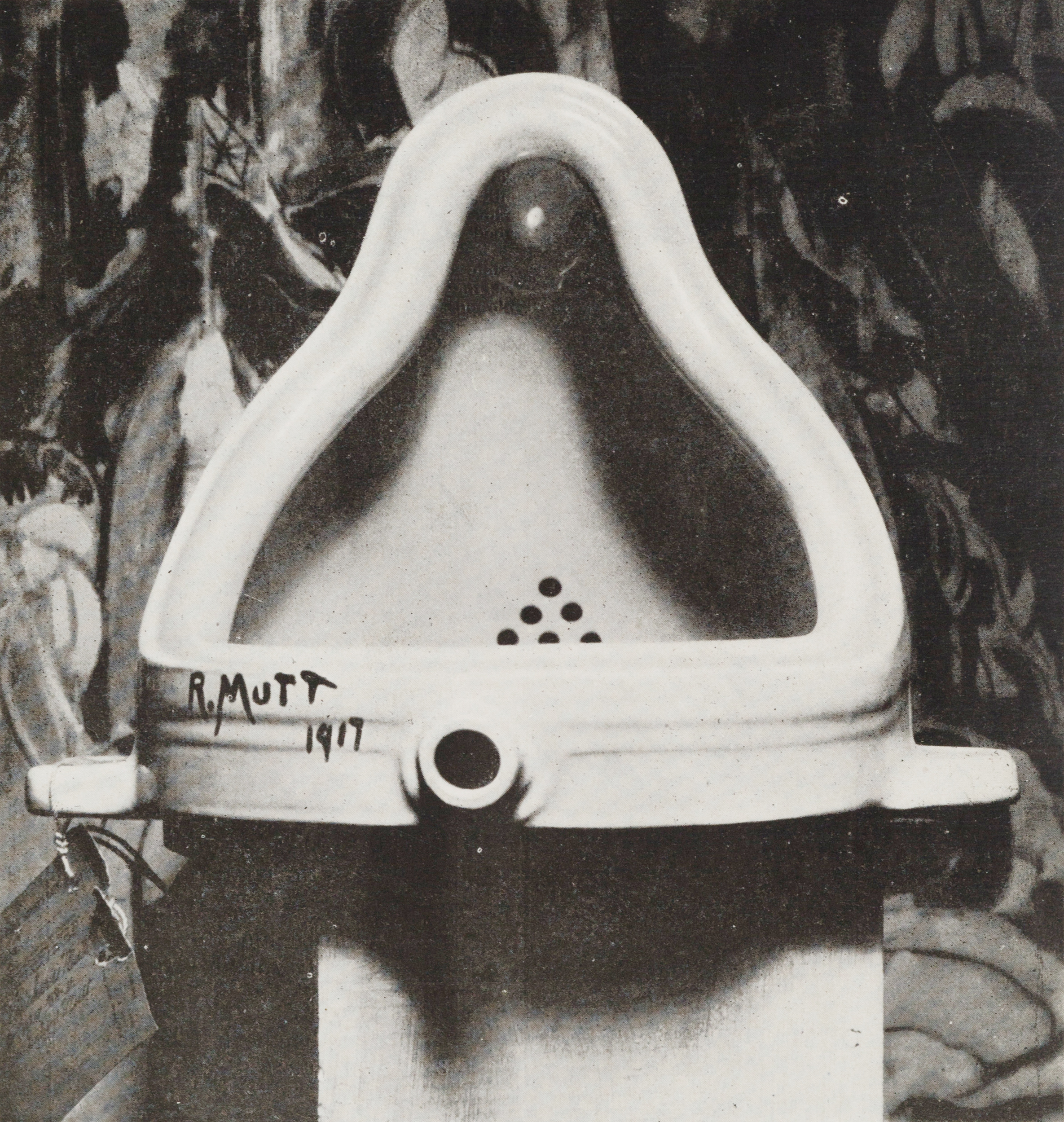
Originalet till Fountain, fotograferad efter utställningen Society of Independent Artists 1917. Inlämningsetiketten syns tydligt. Bakgrunden är The Warriors av Marsden Hartley.
Foto: Alfred Stieglitz på dennes galleri, 291 i New York, och publicerat i The Blind Man nummer 2, maj 1917

Richard Mutt var en påhittad konstnär från Philadelphia, som en krets dadaister i New York, med Marcel Duchamp i spetsen, tillskrev konstverket Fountain, en readymade, det vill säga ett skulpturalt upphittat föremål som presenteras som ett konstverk. Verket Fountain är en urinoar med signaturen "R. Mutt 1917", som lämnades in till den första utställningen med Society of Independent Artists i april-maj 1917 på Grand Central Palace i New York, men som blev refuserad.
I det andra och sista numret av den dadaistiska tidskriften The Blind Man ägnas en stor del åt refuseringen av Fountain.
Fountain har i konsthistorien attribuerats till Marcel Duchamp, framförallt baserat på hans egen utsago flera decennier senare. Det finns indikationer på att verket ursprungliga idé kommer från Elsa von Freytag-Loringhoven, en annan av medlemmarna i gruppen med New York-dadaister.
Det har spekulerats i ursprunget till namnet R. Mutt. Marcel Duchamp hävdar att han inköpt urinoaren på järnvaruaffären J.L. Mott Iron Works på Fifth Avenue, vilken skulle kunna var en förklaring. 
| ”                | Mutt kommer från Mott Works, namnet på en stor tillverkare av sanitetsgods. Men Mott var för närliggande, så att jag ändrade det till Mutt efter dagstidningsserien Mutt and Jeff som trycktes vid denna tid, och som alla var bekanta med. Så det var alltså från början ett samspel mellan Mutt, den tjocke rolige lille mannen, och Jeff, den långa smala mannen ... jag ville ha vilket bekant namn som helst. Och så lade jag till Richard (fransk slang för penningpåse). Detta är inget dåligt namn för en pissorar. Fattar du? Motsatsen till fattigdom. Men inte ens så mycket, bara R. MUTT. | „ |
| – Marcel Duchamp | |   |

En alternativ förklaring är att titeln härstammar från Elsa von Freytag-Loringhoven, och skulle då vara en ordvits på armuth vilket är tyska för armod eller fattigdom.